# Dearbhla Molloy
Dearbhla Molloy (Dublino, 1946) è un'attrice irlandese, attiva in campo teatrale, televisivo e cinematografico.

## Biografia
Molto attiva in campo teatrale, sia nella natia Irlanda che a Londra e Broadway, Dearbhla Molloy ha recitato in numerose opere di autori irlandesi, tra cui Brian Friel, Sean O'Casey e Martin McDonagh. Particolarmente apprezzata fu la sua interpretazione in Dancing at Lughnasa a Broadway nel 1991, che le valse il Theatre World Award ed il Drama Desk Award, oltre a una candidatura al Tony Award alla miglior attrice non protagonista in un'opera teatrale. Nel 2009 vinse un secondo Drama Desk Award per Lo storpio di Inishmaan, a Broadway con Daniel Radcliffe, mentre nel 2018 è stata candidata al Laurence Olivier Award alla miglior attrice non protagonista per la sua performance nella parte di zia Pat in The Ferryman, un ruolo ricoperto sia a Londra che a Broadway.

## Filmografia parziale

### Cinema
- Rita, Rita, Rita (Educating Rita), regia di Lewis Gilbert (1983)
- Taffin, regia di Francis Megahy (1988)
- Ritorno a Tara Road (Tara Road), regia di Gillies MacKinnon (2005)
- Sapori e dissapori (No Reservations), regia di Scott Hicks (2007)
- 3096, regia di Sherry Hormann (2013)
- Il profumo dell'erba selvatica (Wild Mountain Thyme), regia di John Patrick Shanley (2020)

### Televisione
- Within These Walls - serie TV, 1 episodio (1975)
- Gli occhi dei gatti - serie TV, 1 episodio (1986)
- Casualty - serie TV, 4 episodi (1990–2013)
- Peak Practice - serie TV, 1 episodio (1994)
- Metropolitan Police - serie TV, 1 episodio (1994)
- Holby City - serie TV, 2 episodi (2003)
- The Blackwater Lightship - film TV (2004)
- Waking the Dead - serie TV, 2 episodi (2004)
- L'ispettore Barnaby - serie TV, 1 episodio (2004)
- Doctors - serial TV, 3 puntate (2004–2012)
- Ultimate Force - serie TV, 1 episodio (2005)
- Heartbeat - serie TV, 1 episodio (2005)
- New Tricks - Nuove tracce per vecchie volpi - serie TV, 1 episodio (2006)
- Jack Frost - serie TV, 1 episodio (2008)
- Il commissario Wallander - serie TV (2009)
- Coronation Street - serial TV, 25 puntate (2009–2015)
- Scandal - serie TV, episodio 5x01 (2015)
- Maria Antonietta (Marie Antoinette) – serie TV, 4 episodi (2025)

## Doppiatrici italiane
Nelle versioni in italiano delle opere in cui ha recitato, Dearbhla Molloy è stata doppiata da:
- Aurora Cancian in Fra odio e amore
- Chiara Salerno in Il profumo dell'erba selvatica
- Manuela Massarenti in Scandal
- Angiola Baggi in Maria Antonietta